# Kirkehuse (Thise)
 For alternative betydninger, se Kirkehuse. (Se også artikler, som begynder med Kirkehuse)
Kirkehuse på Thise Kirkebakke i Tise Sogn er gamle, selvbyggede huse, hvor fattige folk boede. 
Folk havde arbejde rundt omkring i sognet og nabosogne som arbejdsmænd, daglejere og medhjælpere på gårde. Navnet Kirkehuse er ikke brugt meget mere. Husene lå på "fællesjord", ejet af alle i sognet. Sognebørnene har ved underskrift afgivet retten til jorderne, som i dag er privatejede og matrikulerede.
|  | Denne artikel om lokaliteten Kirkehuse (Thise) kan blive bedre, hvis der indsættes et (bedre) billede. Du kan hjælpe ved at afsøge Wikimedia Commons for et passende billede eller lægge et op på Wikimedia Commons med en af de tilladte licenser og indsætte det i artiklen. |

|  | Denne artikel kan blive bedre, hvis der indsættes geografiske koordinater Denne artikel omhandler et emne, som har en geografisk lokation. Du kan hjælpe ved at indsætte koordinater i wikidata. |